# Головний конструктор
Головни́й констру́ктор (англ. chief designer) - керівник робіт по створенню нових та модернізації конструкцій виробів (комплексів, машин, апаратів, приладів, механізмів) діючого виробництва.

## Завдання та обов'язки
- Керує створенням нових та модернізацією конструкцій виробів (комплексів, машин, апаратів, приладів, механізмів) діючого виробництва, забезпечуючи їх високий технічний рівень, конкуренто- та патентоспроможність, відповідність сучасним досягненням науки і техніки, вимогам технічної естетики та найбільш економічної технології виробництва.
- Вживає заходів щодо прискорення освоєння у виробництві перспективних конструкторських розробок, найновіших матеріалів, широкого впровадження науково-технічних досягнень.
- Організовує розроблення проектів нових дослідних і промислових установок, нестандартного устаткування та пристроїв у зв'язку з реконструкцією об'єктів, автоматизацією виробництва та механізацією трудомістких процесів.
- Проводить роботу з підвищення рівня уніфікації, стандартизації та сертифікації конструкцій виробів, що розроблюються.
- Забезпечує відповідність нових і модернізованих, конструкцій технічним завданням, стандартам, вимогам раціональної організації та охорони праці.
- Керує підготовкою техніко-економічних обґрунтувань ефективності нових конструкторських розробок, їх переваг порівняно з тими виробами, що виготовлялися раніше.
- Організовує розроблення перспективних і річних планів упровадження та освоєння нової техніки, конструкторської підготовки виробництва, дослідних та експериментально-конструкторських робіт, контролює їх виконання.
- Забезпечує впровадження систем автоматизованого проектування, своєчасного складання, погодження та затвердження креслень та іншої технічної документації, яка розроблюється конструкторськими підрозділами.
- Разом із замовниками здійснює розроблення технічних завдань на проектування, забезпечує захист та погодження за встановленим порядком розроблених ескізних, технічних та робочих проектів, подає проектні рішення на затвердження.
- Організовує зберігання відповідно до чинних правил, тиражування і своєчасне забезпечення виробництва кресленнями та іншою конструкторською документацією.
- Вживає заходів щодо скорочення термінів освоєння нової техніки, вартості та циклу конструкторської підготовки виробництва за рахунок упровадження прогресивних методів проектування, обчислювальної та телекомунікаційної техніки, передових способів тиражування технічної документації, широкого використання в проектах стандартизованих і уніфікованих деталей та складальних одиниць.
- Здійснює керівництво дослідними та експериментальними роботами, що проводяться в підрозділах дослідного виробництва.
- Організовує виготовлення дослідних зразків, їх експериментальну перевірку, опрацювання встановлювальних партій та випуск перших промислових серій, домагаючись постійного підвищення якості та надійності виробів, рівня їх технологічності, екологічності, зниження їх собівартості, трудомісткості та матеріаломісткості.
- Бере участь у монтажі, випробуванні, налагодженні та пуску нових конструкцій виробів.
- Здійснює авторський нагляд за виготовленням виробів та їх експлуатацією.
- Подає на затвердження зміни, які вносяться в технічну документацію з конструкторської підготовки виробництва.
- Бере участь у роботі з атестації виробів за категоріями якості, розробленні пропозицій щодо реконструкції, технічного переозброєння, інтенсифікації виробництва, підвищення його ефективності.
- Забезпечує конструкторське розроблення прийнятих до впровадження раціоналізаторських пропозицій та винаходів.
- Розглядає та готує відгуки і висновки на найскладніші раціоналізаторські пропозиції, а також на проекти стандартів та іншу конструкторську документацію, яка надходить на підприємство від сторонніх організацій.
- Організовує роботу з підвищення кваліфікації працівників, які здійснюють конструкторську підготовку виробництва.
- Керує працівниками відділу, направляє і координує діяльність підпорядкованих йому підрозділів[1].